# COME ON IN
「Come on in」（カモン・イン）は、1991年5月15日に発売された鈴木雅之&ポール・ヤングのシングル。

## 解説
- 表題曲はポール・ヤングとデュオ（オリジナルはサム&デイヴ）。アルバム『FAIR AFFAIR』に収録。
- FM802では1991年12月度の洋楽でのヘビーローテーションとして使用されている[1]。
- カップリングはアルバム『mood』からのリカット収録。作曲の安部恭弘が結成したAMS&Iの1999年発売アルバム『奇跡はここにあるのさ』でセルフカバー。

## 収録曲
1. Come on in
  - 作詞・作曲：Isaac Hayes & David Porter　編曲：大村雅朗
2. Re·mind（偶然君と…）
  - 作詞：鈴木雅之　作曲：安部恭弘　編曲：松本晃彦